# 薩里 (伊朗)
薩里（羅馬化：Sārī）是位於伊朗北部的馬贊德蘭省的省会，也是马赞德兰省第一大城市，地处厄尔布尔士山脉以北和裡海以南的海岸上。萨里人口347,102人，排行伊朗第25位。萨里外来人口很少，本地居民绝大多数为马赞德兰人，以马赞德兰语萨拉维方言为母语。绝大多数居民信仰伊斯兰教什叶派。得益于夏季凉爽的气候，萨里已发展为伊朗重要的旅游城市，萨里是伊朗首个夏季旅游人数超过200万人的城市。萨里的独特位置造就了其独特的生物群系，在市郊分布着多个自然保护区。作为政治和行政中心，马赞达兰省最重要的政府和司法机构都位于该市。

## 地理
萨里位于伊朗北部。向北面朝里海，南邻厄尔布尔士山脉。萨里位于马赞德兰省东部，东临内卡，西南接加埃姆沙赫尔，西北为朱伊巴尔，达姆甘和塞姆南位于其南。

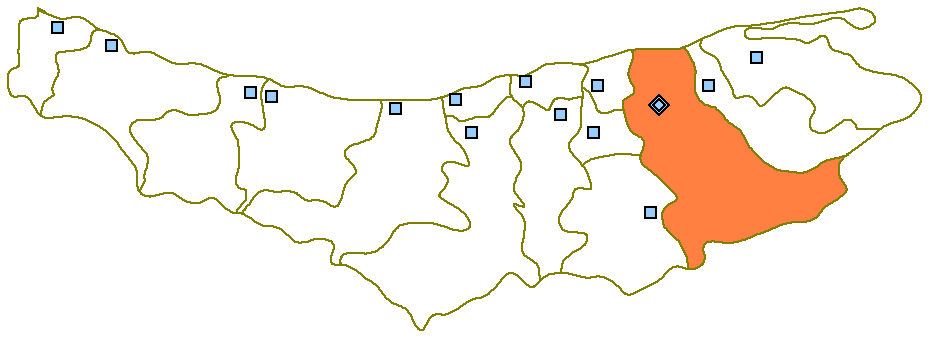
萨里县、萨里市在马赞德兰省的位置

## 历史

### 早期历史
考古证据表明，萨里周边地区在公元前70000年左右已有人类定居。根据哈马达拉·穆斯陶菲·加兹维尼的研究，萨里市的历史可追溯至俾什达迪王朝塔姆拉斯统治时期。在波斯民族史诗《列王纪》中也有提及该地。
公元前658年至公元前225年期间，萨里曾是希尔卡尼亚行省的首府，当时其被称为扎德拉卡尔塔（波斯語：زادراکارتا，zadrakearta），早在公元前 6 世纪阿契美尼德王朝时期就被古希腊文献提及。。但在伊斯兰对波斯的征服之前，该地区时常发生动乱，因此阿契美尼德王朝的统治者在萨里设立总督以保障地区稳定。
根据希腊历史学家阿里安的记载，萨里是希尔卡尼亚最大的城市，萨里一词意味“黄色的城市”，得名于该城郊区的大量柑橘类果树。
亚历山大大帝时期，萨里遭到焚毁。在萨珊王朝时代，这座城市再次成为地区首府，其城市规模得以恢复。其后的巴文德王朝和卡伦文德王朝均曾有一段时期将萨里作为首都。

### 中世纪
公元7世纪，达布亚王朝的法鲁克罕大帝重建了这座荒废已久的城市，取代阿莫勒成为塔巴里斯坦地区的首府。自帖木儿帝国时期，该座城市被周期性劫掠破坏，城市居民遭到屠杀。
萨菲王朝时期，阿拔斯一世的母亲来自于萨里周边的贝赫沙赫尔，因此他将萨里北部的法拉哈巴德被定为季节性首都，并在此建立花园。该地曾取代萨里短暂的成为马赞德兰地区的首府，但不久后法拉哈巴德遭到俄国人焚毁，萨里又重新成为地区中心。
卡扎尔王朝时期，阿迦·穆罕默德汗在萨里宣布成为伊朗国王，此后萨里曾短暂作为国家首都，不久后，由于萨里常年遭受外族侵扰，其政治地位被德黑兰代替。

### 近现代
巴列维王朝时期，尤其是礼萨汗在位期间，萨里得以快速发展，萨里是伊朗最早开始建设全国铁路的城市之一。许多市政建筑建设与该时期，如火车站、大部分街道和政府大楼。

## 經濟
薩里以多种特色食品闻名，如蛋糕、碎米、酸奶飲料、罐裝肉以及大豆、葡萄等油料作物，以及桔子和檸檬等等柑橘类水果。造纸业是该地重要的产业，其中马赞达兰木材和造纸工业公司是中东地区最大的木材加工和造纸企业，供应了全伊20%的造纸产品，是该市重要的经济构成。旅游业是萨里重要的支柱产业。

## 气候
萨里属于副热带湿润气候，冬季凉爽多雨，夏季炎热潮湿。与马赞德兰其他城市相比，萨里阳光充足，春雨较多。然而近年来，萨里的降雨量有所减少。
| 萨里                   | 萨里         | 萨里        | 萨里         | 萨里        | 萨里         | 萨里         | 萨里         | 萨里         | 萨里         | 萨里         | 萨里         | 萨里         | 萨里          |
| 月份                   | 1月          | 2月         | 3月          | 4月         | 5月          | 6月          | 7月          | 8月          | 9月          | 10月         | 11月         | 12月         | 全年          |
| ---------------------- | ------------ | ----------- | ------------ | ----------- | ------------ | ------------ | ------------ | ------------ | ------------ | ------------ | ------------ | ------------ | ------------- |
| 历史最高温 °C（°F）    | 30.2 (86.4)  | 31.2 (88.2) | 35.0 (95.0)  | 37.0 (98.6) | 39.0 (102.2) | 44.0 (111.2) | 39.0 (102.2) | 40.5 (104.9) | 39.0 (102.2) | 38.0 (100.4) | 34.0 (93.2)  | 30.0 (86.0)  | 44.0 (111.2)  |
| 平均高温 °C（°F）      | 11.9 (53.4)  | 11.9 (53.4) | 14.0 (57.2)  | 20.9 (69.6) | 25.2 (77.4)  | 29.2 (84.6)  | 31.2 (88.2)  | 31.2 (88.2)  | 28.5 (83.3)  | 24.1 (75.4)  | 19.0 (66.2)  | 14.4 (57.9)  | 21.8 (71.2)   |
| 平均低温 °C（°F）      | 3.3 (37.9)   | 3.4 (38.1)  | 5.0 (41.0)   | 9.4 (48.9)  | 13.8 (56.8)  | 17.8 (64.0)  | 20.7 (69.3)  | 21.2 (70.2)  | 18.6 (65.5)  | 13.8 (56.8)  | 9.3 (48.7)   | 5.2 (41.4)   | 11.8 (53.2)   |
| 历史最低温 °C（°F）    | −2.5 (27.5)  | −5.0 (23.0) | −3.5 (25.7)  | 1.0 (33.8)  | 2.0 (35.6)   | 4.0 (39.2)   | 8.5 (47.3)   | 10.0 (50.0)  | 2.5 (36.5)   | 0.0 (32.0)   | −2.0 (28.4)  | −5.0 (23.0)  | −5.0 (23.0)   |
| 平均降水量 mm（）      | 105.2 (4.14) | 91.5 (3.60) | 100.6 (3.96) | 60.5 (2.38) | 53.2 (2.09)  | 36.2 (1.43)  | 35.5 (1.40)  | 58.8 (2.31)  | 88.9 (3.50)  | 98.1 (3.86)  | 104.4 (4.11) | 114.4 (4.50) | 947.3 (37.28) |
| 平均降雨天数           | 8            | 8           | 10           | 7           | 6            | 4            | 5            | 6            | 7            | 7            | 7            | 8            | 83            |
| 平均相對濕度（％）     | 77           | 76          | 76           | 72          | 69           | 66           | 66           | 70           | 73           | 75           | 76           | 76           | 73            |
| 来源：马赞德兰气象组织 |              |             |              |             |              |              |              |              |              |              |              |              |               |

## 交通

### 铁路
萨里是伊朗最早开始建设全国铁路的城市之一。早在礼萨汗时期，萨里的铁路建设就已开始，第一阶段建成的由加埃姆沙赫尔至托尔卡曼港的铁路途径萨里，至今仍是伊朗重要的铁路。

### 公路
79号公路连接了萨里和德黑兰，是伊朗北部最重要的公路之一。

### 航空
达什埃·纳兹机场距离萨里市中心15公里，每日有往返德黑兰和马什哈德的航班。也有可往返马什哈德、设拉子、克尔曼沙赫、阿瓦士、阿萨卢耶、阿巴斯港和基什等城市。2019年，按照客流量排名，达什特-纳兹机场是伊朗第20繁忙的机场，其接待的国际旅客为13,931人，位列伊朗机场第12名。

## 姐妹城市
- 白俄羅斯戈梅利[14]
- 伊拉克纳杰夫
- 坦桑尼亚达累斯萨拉姆[15]
- 俄羅斯阿斯特拉罕[16]
- 義大利安科纳[17]